# Кореопсис приморский
Кореопсис приморский (лат. Coreopsis maritima) — вид травянистых растений рода Кореопсис (Coreopsis) семейства Астровые (Asteraceae).

## Ботаническое описание

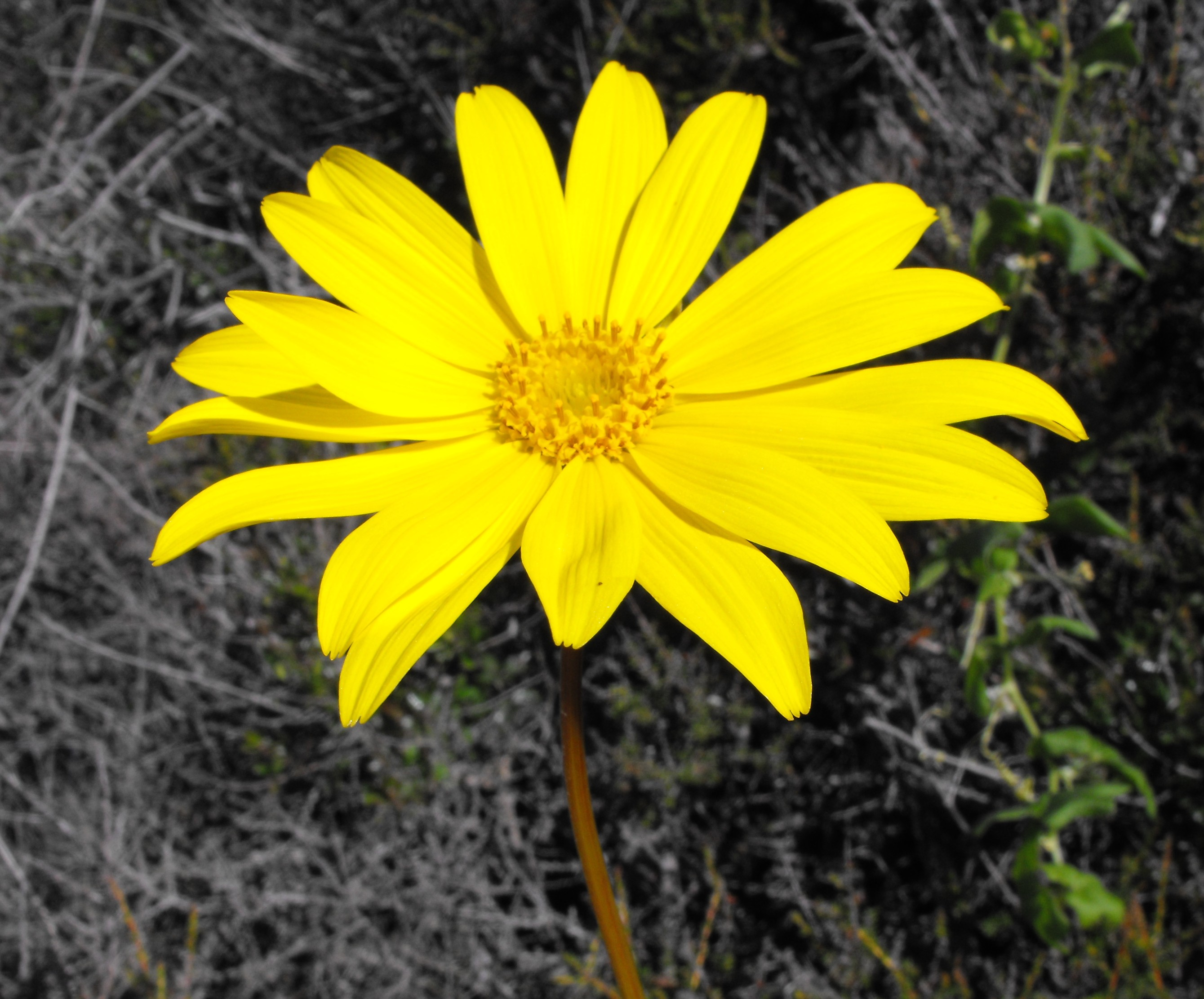
Кореопсис приморский.

Кореопсис приморский — многолетнее травянистое растение высотой от 10 до 40 см (реже до 80 см). Листья дольчатые, доли длиной 5-30 мм, шириной 1-2 мм.
Цветки — жёлтого цвета с 1-2, реже 4 цветами на цветоносе длиной 15-30 см. Цветёт с поздней зимы до раннего лета.

## Ареал и местообитание
Кореопсис проморский произрастает в южной Калифорнии (США) и в Нижней Калифорнии (Мексика). Растёт на океанском берегу и на островах.